# ساعت‌ها (فیلم ۲۰۰۲)
ساعت‌ها (به انگلیسی: The Hours)فیلمی است بر اساس رمان ساعت‌ها اثر مایکل کانینگهام از کمپانی پارامونت پیکچرز و میراماکس که در سال ۲۰۰۲ توسط استیون دالدری با هنرمندی نیکول کیدمن، جولین مور و مریل استریپ ساخته شد.

## خلاصه داستان فیلم
این فیلم روایتگر یک روز از زندگی سه زن در سه مکان مختلف و در سه زمان مختلف است. ویرجینیا وولف نویسنده در سال ۱۹۲۳ در حال نگارش رمان خانم دالووی، لورا براون زنی خانه دار در سال ۱۹۵۱ در حال خواندن رمان خانم دالووی و کلاریسا واگان زنی در سال ۲۰۰۱ که به مانند خانم دالووی قرار است ترتیب یک مهمانی را بدهد.

## نقش‌ها
- نیکول کیدمن در نقش ویرجینیا وولف
- جولین مور در نقش لورا بروان
- مریل استریپ در نقش کلاریسا واگان
- اد هریس در نقش ریچارد براون
- جان سی ریلی در نقش دان براون

## جوایز

### آکادمیاسکار
برنده جایزه اسکار بهترین بازیگر نقش اول زن به نیکول کیدمن در سال ۲۰۰۲
نامزد اسکار بازیگر مکمل مرد، اد هریس در سال ۲۰۰۲
نامزد اسکار بازیگر مکمل زن، جولین مور در سال ۲۰۰۲
نامزد اسکار بهترین کارگردان، استیون دالدری در سال ۲۰۰۲
نامزد اسکار بهترین فیلم نامه، دیوید میر در سال ۲۰۰۲
نامزد اسکار بهترین تدوین و بهترین طراحی در سال ۲۰۰۲
نامزد اسکار بهترین موسیقی متن فیلم، فیلیپ گلاس در سال ۲۰۰۲

### سایر جوایز
این فیلم همچنین جوایز بسیاری در جشنواره فیلم برلین، بوستون، بریتیش آکادمی، لس آنجلس، لاس وگاس را به خود اختصاص داده است.